# Bomba grafitowa

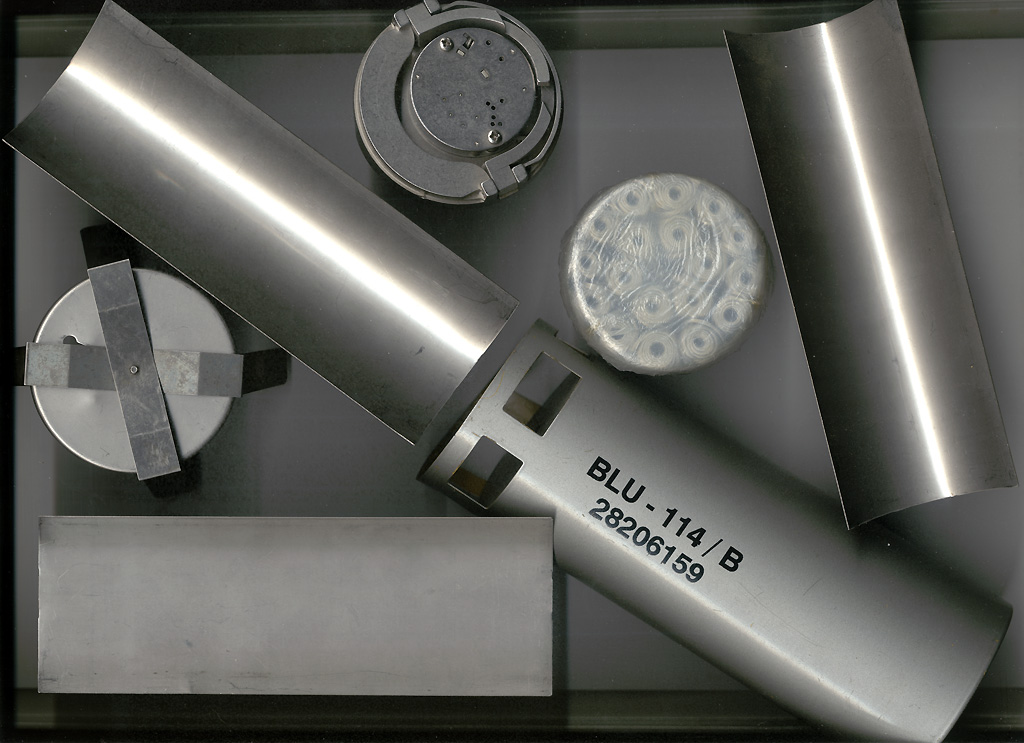
Bomba grafitowa BLU-114/B.

Bomba grafitowa (znana również jako "bomba blackout" oraz "miękka bomba") – broń używana do niszczenia elektrycznych systemów zasilających. Bomby grafitowe działają na zasadzie rozpylania chmury drobnych włókien nad komponentami elektrycznymi, doprowadzając do zwarć i zakłóceń w dostawach energii elektrycznej. Włókna mają grubość kilku setnych centymetra, dzięki czemu mogą unosić się w powietrzu w postaci gęstej chmury. Bomba grafitowa często zwana jest "miękką bombą", ponieważ efekty jej działania ograniczają się na ogół do instalacji elektrycznych, z minimalnym ryzykiem efektów ubocznych.
Po raz pierwszy bomby grafitowe zostały użyte przeciw Irakowi podczas wojny w Zatoce Perskiej (1990-1991), doprowadzając do zakłóceń ok. 85% dostaw energii elektrycznej. Bomb grafitowych BLU-114/B Soft-Bomb NATO użyło przeciw Serbii w maju 1999, zakłócając 70% dostaw energii, jednakże po początkowych sukcesach ataków jej dostawy zostały przywrócone przed upływem 24 godzin. BLU-114/B zostały później użyte ponownie w celu przeciwdziałania serbskim próbom minimalizacji skutków pierwszego ataku. W późniejszym etapie Operacji Allied Force NATO użyło bomb konwencjonalnych oraz rakiet do niszczenia transformatorów i stacji przekaźnikowych.